# Marine Tondelier

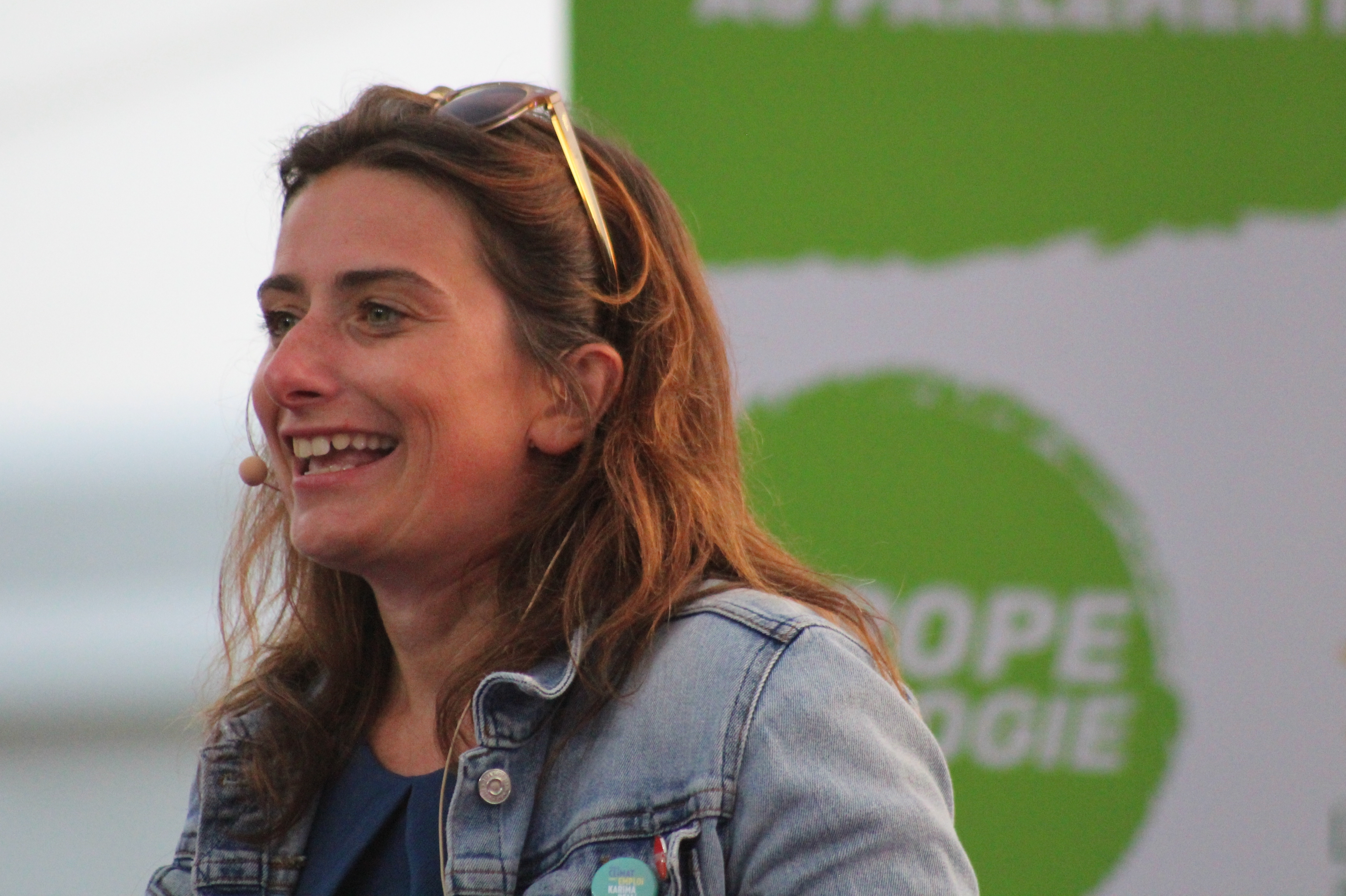
Marine Tondelier (2021)

Marine Tondelier (geboren am 23. August 1986 in Bois-Bernard) ist eine französische Politikerin.
Im Dezember 2022 wurde Tondelier zur Generalsekretärin der französischen Europe Écologie Les Verts (EÉLV) gewählt. Seit 2014 ist sie Mitglied der grünen Fraktion im Stadtrat von Hénin-Beaumont, in dem seit März 2014 der Front National (jetzige Bezeichnung: Rassemblement National) die Mehrheit stellt, und seit 2021 Regionalrätin in der Region Hauts-de-France. Tondelier ist die Autorin von Nouvelles du Front (2017), einem Buch, in dem sie die Stadtverwaltung von Steeve Briois (RN) anprangert. Sie wurde in den Exekutivausschuss von EÉLV gewählt.

## Leben und Wirken

### Kindheit, Schulbildung, Berufsausbildung und berufliche Laufbahn
Tondelier wurde am 23. August 1986 in Bois-Bernard geboren. Sie wuchs in Hénin-Beaumont auf, wo ihre Mutter Zahnärztin und ihr Vater Arzt war. Ihre Großeltern waren Landwirte in Beaumont-en-Artois und Apotheker in Hénin-Liétard, bevor die beiden Gemeinden 1971 zu Hénin-Beaumont zusammengeschlossen wurden.
Sie ist Absolventin des Institut d’études politiques de Lille und hat einen Masterabschluss in Management von Gesundheitseinrichtungen. Sie absolvierte Praktika in der französischen Botschaft in Stockholm, bei der Generalinspektion für soziale Angelegenheiten und in der Direktion für Krankenhausökologie der Assistance publique - Hôpitaux de Paris.

### Politische Laufbahn
Tondelier begann ihre politische Laufbahn 2009 mit dem Beitritt zu Europe Écologie Les Verts (EÉLV), kurz vor den Nachwahlen in Hénin-Beaumont, die durch die Absetzung des linksgerichteten Bürgermeisters Gérard Dalongeville ausgelöst wurden, der wegen Veruntreuung öffentlicher Gelder, Korruption, Urkundenfälschung, Begünstigung und Hehlerei angeklagt war. Sie trat auf der von Régine Calzia geführten Liste von EÉLV an, die im ersten Wahlgang 8,72 % der Stimmen erhielt. Die Liste des FN-Kandidaten Steeve Briois, der von Marine Le Pen unterstützt wurde, lag im ersten Wahlgang an der Spitze, wurde aber im zweiten Wahlgang von einer linken Gruppierung mit dem Spitzenkandidaten Daniel Duquenne geschlagen.
Sie kandidierte im Juni 2012 für die EÉLV im elften Wahlkreis des Departements Pas-de-Calais (Hénin-Beaumont). Im ersten Wahlgang erhielt sie 1,63 % der Stimmen. Im zweiten Wahlgang gewann der Sozialist Philippe Kemel, der sich gegen Marine Le Pen durchsetzte.
Sie wurde von EÉLV im elften Wahlkreis des Pas-de-Calais für die Parlamentswahlen 2017 nominiert und erreichte im ersten Wahlgang 3,55 % der Stimmen. Bei der Europawahl 2019 kandidierte Tondelier auf Platz 74 der Liste von Europe Écologie Les Verts, die von Yannick Jadot angeführt wurde.
Die Liste erzielte 13,48 % auf nationaler Ebene und 13 Sitze im Europäischen Parlament.
Marine Tondelier wurde 2011 auf dem Parteitag in La Rochelle in den Föderationsrat von Europe Écologie Les Verts aufgenommen und wurde im Oktober 2013 Mitglied der Parteiführung (Exekutivbüro), wo sie seitdem für die interne und die externe Kommunikation und digitale Tools zuständig ist sowie für die Journée d'eté (Sommertage) von EÉLV. Darüber hinaus war Marine Tondelier von 2011 bis 2015 parlamentarische Mitarbeiterin der EÉLV-Senatorin Aline Archimbaud, für die sie insbesondere Fragen der Gesundheits- und Sozialpolitik verfolgte. Ferner war sie von 2015 bis 2017 parlamentarische Mitarbeiterin von Cécile Duflot, Abgeordnete und ehemalige Ministerin für Wohnungsbau.
Sie kandidierte für die Parteiführung auf dem EÉLV-Kongress 2022. Marine Tondelier erreichte im ersten Wahlgang mit 46,97 % der Stimmen den ersten Platz. Im zweiten Wahlgang erhielt sie 90,8 % der abgegebenen Stimmen.
Tondelier stand bei den Kommunalwahlen 2014 in Hénin-Beaumont hinter dem amtierenden Bürgermeister Eugène Binaisse an zweiter Stelle der von der PS, EÉLV, PRG und PCF-Front de gauche unterstützten Einheitsliste. Die Liste erhielt 32,04 % der abgegebenen Stimmen; die Liste des FN gewann bereits im ersten Wahlgang (50,25 %). Steeve Briois wurde am 30. März 2014 zum Bürgermeister von Hénin-Beaumont gewählt.
Tondelier, die inzwischen Stadträtin von Hénin-Beaumont und Mitglied des Gemeindeverbands Hénin-Carvin war, wurde am folgenden 23. September gegen Steeve Briois zur Vorsitzenden des Aufsichtsrats des Krankenhauszentrums von Hénin-Beaumont gewählt.
Im Stadtrat von Hénin-Beaumont prangerte Marine Tondelier seit ihrer Wahl an, dass der Bürgermeister Steeve Briois den Schwerpunkt auf oberflächliche Maßnahmen (Renovierung der Bürgersteige) legte, anstatt inhaltlich zu handeln. Sie betonte, die Stadtverwaltung würde von der Sanierung der Konten profitieren, die der vorherige Bürgermeister nach den Auswüchsen der Dalongeville-Ära vorgenommen hatte. Sie protestierte gegen bestimmte Maßnahmen, die auf Ausländer abzielten, wie die Charta „Ma commune sans migrants“ (Meine Gemeinde ohne Migranten), die am 7. Oktober 2016 auf einer Stadtratssitzung verabschiedet wurde.
Bei den Kommunalwahlen 2020 in Hénin-Beaumont erhielt ihre Liste 18,22 %, während die Liste des amtierenden Bürgermeisters 74,21 % der Stimmen erhielt. Sie wurde als Stadträtin wiedergewählt.
Tondelier stand auf der Liste der Linksunion für die Regionalwahlen 2021 in der Region Hauts-de-France für Pas-de-Calais an zweiter Stelle. Die Liste erhielt 19,78 % der Stimmen in diesem und Tondelier wurde damit Regionalrätin. Sie war Wahlkampfleiterin von Eric Piolle bei den Vorwahlen der französischen Grünen. Anschließend wurde sie von Yannick Jadot als Sprecherin seiner Kampagne für die Präsidentschaftswahlen 2022 ausgewählt.
Sie kandidierte bei den Parlamentswahlen 2022 erneut im elften Wahlkreis des Pas-de-Calais, dem Wahlkreis von Marine Le Pen, unterstützt von den anderen Parteien der NUPES, und erhielt im zweiten Wahlgang 39 % der Stimmen.
Nach den vorgezogenen Parlamentswahlen 2024 galt Marine Tondelier in der Presse als eine mögliche neue Premierministerin, trat aber nicht als Kandidatin an (sie war Ersatzkandidatin – suppléante – für die Sozialistin Samira Laal, die schon im ersten Wahlgang von Marine Le Pen geschlagen wurde).

### Privates
Marine Tondelier lebt in einer Partnerschaft. Sie ist seit 2009 Vegetarierin.

## Veröffentlichungen
Am 1. März 2017 veröffentlichte Tondelier das Buch Nouvelles du Front mit dem Untertitel La vie sous le Front National, une élue de l'opposition raconte (Verlag Les liens qui libèrent). Das Buch ist eine Sammlung von Aussagen von städtischen Angestellten, Gewerkschaftern, Vereinsaktivisten, Journalisten und einfachen Bürgern.
Das Buch, das das erste seiner Art seit der Kommunalwahl im Jahr 2014 ist, erfreute sich eines landesweiten Medienechos. Tondeliers Buch wurde in zahlreichen nationalen Medien besprochen.
Sie wurde daraufhin von Briois und Bruno Bilde wegen Verleumdung verklagt, vom Pariser Strafgericht jedoch freigesprochen. Das Strafgericht war der Ansicht, dass Tondeliers Äußerungen zwar diffamierend waren, die Politikerin und ihr Verleger jedoch „zugunsten des guten Glaubens“ freigesprochen werden sollten.

## Standpunkte
Auf internationaler Ebene bezog Marine Tondelier Stellung zur Unterstützung der Belagerten in Aleppo (Syrien) durch eine Spendenaktion und eine Reise vor Ort an die türkische Grenze, u. a. in Begleitung von Cécile Duflot im Dezember 2016. Ebenfalls auf internationaler Ebene bezog sie Stellung gegen das chinesische Regime von Xi Jinping, dem vorgeworfen wird, „die Uiguren zu massakrieren“, und gegen die russische Invasion in der Ukraine.
Im Bereich der nationalen Politik versucht sie, eine Verbindung zwischen sozialer Gerechtigkeit und Ökologie herzustellen und tritt insbesondere für die Verteidigung der öffentlichen Dienste ein. Sie wendet dagegen, dass reiche Menschen Steuern vermeiden und durch ihren Lebensstil die Umwelt verschmutzen. Sie erklärt außerdem, dass sie die Aktionen des zivilen Ungehorsams von jungen Umweltaktivisten unterstützt.
Bei den französischen Grünen vertritt sie eine sich selbst als „radikal“ bezeichnende Linie, die mit der Arbeiterklasse und den ländlichen Gebieten in Verbindung stehe und deren Anliegen ist, dass sich die Menschen zusammenschließen und soziale und ökologische Gerechtigkeit verteidigen.